# Der Tölpel vom Dienst
Der Tölpel vom Dienst (Originaltitel The Disorderly Orderly, dt. etwa Der unordentliche Krankenpfleger) ist eine US-amerikanische Filmkomödie aus dem Jahr 1964. Frank Tashlin führte die Regie, die Hauptrollen wurden von Jerry Lewis, Karen Sharpe und Susan Oliver gespielt. Produzent war Paul Jones für die Produktionsfirma Paramount Pictures. Hauptdrehort des Films war die kalifornische Stadt Beverly Hills.
Der Film feierte seine Premiere am 16. Dezember 1964 in Seattle, Washington. Der Kinostart in der Bundesrepublik Deutschland erfolgte am 12. Februar 1965. 

## Handlung
Der gutmütige Jerome Littlefield wäre gerne wie sein Vater einst ein erfolgreicher Arzt. Da er aber die Leiden und Gebrechen der Patienten am eigenen Leib spürt, wenn diese ausgesprochen werden, kann er nicht einmal studieren. Deshalb begnügt er sich mit einem Job als Krankenpfleger im Whitestone-Sanatorium, einem Krankenhaus mit Nervenheilanstalt. Durch seine Schussligkeit ist er allerdings nicht sehr beliebt; vor allem nicht bei Schwester Higgins, die ihn am liebsten erwürgen würde, und Mr. Tuffington, dem Besitzer des Krankenhauses. Chefärztin Dr. Davenport schätzt Jerome hingegen sehr, da sie einst mit seinem Vater verlobt war und sie beinahe seine Mutter geworden wäre.
Eines Tages wird die junge Susan nach einem Selbstmordversuch ins Whitestone eingeliefert. In ihrem Abschiedsbrief schrieb sie, dass es in ihrem Leben keine Liebe gebe. Jerome verliebt sich aufgrund seiner eigenen Störung sofort in sie und schickt ihr einen Liebesbrief und Blumen. Susan hingegen weist seine Anspielungen angewidert zurück. Auch Jeromes heimliche Verehrerin, die Krankenschwester Julie, fühlt sich im Stich gelassen und will wegfahren. Jerome kann sie jedoch überzeugen, zu bleiben und sagt ihr, dass er sie auch liebt und dass die Sache mit Susan nur eine freundliche Geste war.
Als Krankenhausbesitzer Mr. Tuffington Susan rauswerfen will, weil sie nicht für ihren Aufenthalt bezahlen kann, schreitet Jerome zur Tat und schiebt Überstunden, um Susans Behandlung und ihren Aufenthalt weiterbezahlen zu können. Nach einigen Monaten harter Arbeit macht Jerome einen Fehler und lässt einen Eimer Farbe auf Mr. Tuffington fallen. Jerome wird entlassen. Auch Dr. Davenport wird entlassen, weil sie sich für ihn einsetzte. Kurz darauf bricht sich Tuffington ein Bein. Als Susan erfährt, was Jerome für sie getan hat, hält sie ihn auf, bevor er das Krankenhaus verlässt, und küsst ihn. Julie, die alles mit ansieht, ist gekränkt und fährt davon. Doch Jerome merkt, dass der Kuss ihm nichts bedeutet hat und merkt so, dass er geheilt ist und nun doch Arzt werden kann. Als er Julie davon erzählen will, ist diese jedoch schon auf dem Weg zum Flughafen. Jerome stiehlt den Krankenwagen, in dem der verletzte Tuffington liegt, und fährt ihr nach. Dr. Davenport und Schwester Higgins fahren mit einem zweiten Krankenwagen hinterher. Als Tuffington während der Fahrt hinausgeschleudert wird und auf seiner Trage davonrollt, rennt Jerome ihm hinterher, während sein Krankenwagen unkontrolliert einen Hügel runterrollt. Julie, die alles aus dem Bus mit ansah, steigt in den anderen Krankenwagen. Auf einem Supermarktparkplatz krachen beide Krankenwagen über Jerome zusammen. Er und Julie fassen sich glücklich in die Arme. Überglücklich jetzt doch Arzt werden zu können und dass er und Dr. Davenport ihre Jobs wiederbekommen haben, macht er ihr einen Heiratsantrag, den sie sofort annimmt. Mr. Tuffington kracht in der Schlussszene mit seiner Krankentrage ins Meer.

## Kritiken
Das Lexikon des internationalen Films bezeichnet die Produktion als eine „episodische Klamauk-Komödie um Jerry Lewis und seine Verrenkungs- und Grimassenkomik, angereichert mit den üblichen Personal- und Patienten-Karikaturen.“ Zudem verkommen die „faustdicken Blödeleien und die zahllosen Grotesksituationen“ oft zu „billigem Krampf, während manche munteren Seitenhiebe auf hypochondrische Tricks und Verschrobenheiten ebenso amüsieren wie die luxuriöse Farbigkeit von Tashlins Inszenierungsstil.“ Der Evangelische Film-Beobachter zieht folgendes Fazit: „Jerry Lewis’ neueste Arbeit [...] weist sich unter Frank Tashlins Regie wieder als gute amerikanische Groteskkomödie aus.“

## Andere Länder
| Land                       | Titel                                  | Erstsendung       |
| -------------------------- | -------------------------------------- | ----------------- |
| USA                        | The Disorderly Orderly (Originaltitel) | 16. Dezember 1964 |
| Schweden                   | En sån jäkel till doktor               | 1. Februar 1965   |
| BR Deutschland, Österreich | Der Tölpel vom Dienst                  | 12. Februar 1965  |
| Finnland                   | Jerry kipusiskona                      | 19. Februar 1965  |
| Frankreich                 | Jerry chez les cinoques                | 3. März 1965      |
| Vereinigtes Königreich     | The Disorderly Orderly                 | 11. Oktober 1965  |
| Dänemark                   | Hjælp, Jerry kommer!                   | 10. Dezember 1965 |
| Türkei                     | Jerry Lewis gönüllü doktor             | 1967              |
| Ungarn                     | Szabálytalan szabályos                 | 30. Juni 1977     |